# Kedelsø-Langsødalen
Kedelsø–Langsødalen  mellem Lynge og Slangerup i Allerød Kommune er et fredet landskab ved nordsiden af Buresø, med en smuk og varieret natur og fremhæves som nationalt biologisk og geologisk interesseområde, der af forskellige årsager er undgået de store forandringer i nyere tid. Fredningen omfatter et areal på 198 hektar.
Her er skrænter, søer, ådale, marker, enge og store skovområder i en naturrig og meget charmerende blanding. Meget af naturen i området består af såkaldte lysåbne naturtyper som eng, overdrev og mose, som desværre i dag henligger uden drift.
Arealerne hører til dels under mindre lodsejere og er et levn fra tidligere tiders jordbrug. De har gennem tiderne været anvendt til afgræsning, høslæt og tørvegravning.
Området huser et spændende fugle- og dyreliv, ligesom det indbyder til gode muligheder for oplevelsesrige vandre- og cykelture. 

## Landskabet
Overfladeformerne i og omkring Kedelsø-Langsødalen er en del af et større geologisk sammenhængende landskab omkring Farum, Ganløse, Stenløse og Slangerup. Landskabet her skiller sig markant ud fra det øvrige omkringliggende og er resultatet af sidste istid, (Weichsel-istiden), som i en syd-nordgående retning smeltede bort for ca. 11.500 år siden.
Vest for Buresø havde isen en opholdslinje, hvorfra vandmasser er fosset ud i østlig retning og udformede landskabet her, bl.a.  Mølleådalen (Buresø-Småsøerne-Bastrup Sø- Mølleåen-Farum Sø, og Langsø- og Kedelsødalen). Mangeartede aflejringer som dynd, ler, sand og grus, samt vejrliget har siden været medvirkende til at landskabsprofilen er blevet ”udglattet”.
Langsødalen fremtræder dog stadig markant med en stejl side op mod Mørdrupgårdplateauet. Dette plateau omkring Mørdrupgård adskiller også de to tunneldale Buresø-Bastrup-Mølleå og Langsø-Kedelsø.
De urolige landskabsformer og en jordbund af meget varierende næringsindhold med mange vådområder og afløbsløse lavninger har betydet, at der gennem tiderne har udviklet sig et varieret jordbrug med mange mindre gårdbrug baseret på husdyrdrift. Denne ekstensive drift og ejerforholdene har medvirket til en landskabsbevaring med stor variation i naturtyper helt op til vore dage, hvor ejerstrukturen og dermed landskabsudnyttelsen af økonomiske årsager helt er forandret.

## Kulturhistorie
De meget specielle landskabsformer i området med stærkt kuperede arealer, store skovstrækninger, vekslende med vandlidende jorder og afløbsløse lavninger, har betydet at opdyrkning gennem tiden mange steder har været vanskelig.
Med en sådan topografi har jordbrug baseret på husdyrbrug været fremtrædende helt op til nyere tid, hvor nye økonomiske vilkår har betydet, at de mindre brug er blevet urentable.
Det gamle Videnskabernes Selskabs kort fra 1766 viser, at området tidligere var præget af søerne Langsø og Kedelsø. Disse blev fra begyndelsen af 1800-tallet forsøgt afvandet, og på målebordsbladene fra 1855 ses, at afvandingen af Langsø er vidt fremskreden med kun et beskedent vandspejl i vestenden.
Et landskab og en landskabsudnyttelse som i Kedelsø-Langsødalen gav sig i århundrederne op til nutiden udslag i et varieret og mosaikartet ”frimærkejordbrug” med økonomisk ”råderum” til langt flere mindre jordbrug, end der genfindes i dag. Ofte blev det mindre jordbrug kombineret med mergel- og tørvegravning og om vinteren bød skovene sig til med arbejde i form af skovhugst og brændekløvning.
Det fredede område rummer også store jordbrug, hvoraf Mørdrupgård beliggende på plateauet mellem Buresø og Langsødalen i dag er den store jordbesidder. Således er det store åbne landskabsrum, Mørdrupgårdplateauet, præget af store åbne dyrkede marker som en flot kontrast til de omgivende løvskove, Buresø og tunneldalene.
I Langsødalen er også beliggende et gammelt voldsted, Bure Voldsted, også kaldet Langsøhus. Langsøhus var et fæstningsværk, der tilhørte Hvideslægten og på tidspunktet et af de største på Sjælland. Voldstedet blev i slutningen af 1800-tallet og starten af 1900-tallet gravet delvist væk af den datidige ejer, og først i 1944 blev resterne fredet.
Kedelsø-Langsø å som afvander det fredede område, er en del af Græse Å, der munder ud i Roskilde Fjord. Åen blev i forbindelse med tørlægningerne i 1800-tallet udrettet og åen gennemløber derfor dalen som en udrettet kanal i dag, og de fysiske forhold i åen er derfor dårlige.

## Naturbeskyttlese
Fredningen af Kedelsø-Langsø ådalen er den sidste brik i området kendt som Farum Naturpark,  der omfatter fredede områder i det Nordøstsjællandske tunneldalesystem og strækker sig fra Farum til Slangerup og rummer bl.a. Farum Sø, Bastrup Sø, Buresø og den Øvre Mølleådal. Ved Buresø grænser fredningen til Natura 2000-område nr. 139 Øvre Mølleådal, Furesø og Frederiksdal Skov